# Сафроново (Алтайский край)
Сафроново — село в Баевском районе Алтайского края России. Входит в состав Паклинского сельсовета.

## География
Село находится в северо-западной части Алтайского края, в лесостепной приобской зоне, на правом берегу реки Кулунда, на расстоянии примерно 23 километров (по прямой) к юго-востоку от села Баево, административного центра района.
Рядом с селом находятся несколько озёр: севернее села озеро Пелагино, западнее села находятся озеро Горькое и озеро Горько-Солёное. Пойма реки Кулунда заболочена. Высоты над уровнем моря в окрестностях села составляют 140 - 150 метров.

## Население
| 1926 | 1997 | 1998 | 1999 | 2000 | 2001 | 2002 |
| ---- | ---- | ---- | ---- | ---- | ---- | ---- |
| 287  | ↗439 | ↘401 | ↗420 | ↗427 | →427 | ↗434 |
| 2003 | 2004 | 2005 | 2006 | 2007 | 2008 | 2009 |
| ↘390 | ↘381 | ↘345 | ↘338 | ↘330 | ↘319 | ↘289 |
| 2010 | 2011 | 2012 | 2013 |      |      |      |
| ↘264 | ↘260 | ↘252 | ↘246 |      |      |      |

Согласно результатам переписи 2002 года, в национальной структуре населения русские составляли 100 %.

## Инфраструктура
В селе функционирует основная общеобразовательная школа, являющаяся в административном отношении филиалом МКОУ «Ситниковкая СОШ».

## Улицы
Уличная сеть села состоит из 2 улиц:
- ул. Ленина
- ул. Школьная